# Sant’Apollinare (Rom)
Die Basilica di Sant’Apollinare alle Terme Neroniane-Alessandrine, zumeist einfach als Sant’Apollinare bekannt, ist eine Titelkirche in Rom. Die Basilica minor liegt im Stadtteil Ponte zwischen Piazza Navona und dem Palazzo Altemps. Sie zählt seit dem 26. Mai 1929 zu den Titeldiakonien von Rom. Ferner ist sie die Stationskirche am Donnerstag nach dem ersten Passionssonntag.

## Geschichte
Der erste Kirchenbau an dieser Stelle nahe den antiken Nerothermen wird um die Wende zum 8. Jahrhundert angenommen. Das Patrozinium des hl. Apollinaris von Ravenna geht möglicherweise auf Basilianermönche zurück, die, im Bilderstreit verfolgt, aus dem byzantinischen Einflussbereich (Exarchat von Ravenna) nach Rom flohen und sich hier niederließen.
Von 1284 bis 1576 bestand bei der Kirche ein Kollegiatstift. 1562 bis 1824 war sie Pfarrkirche. Von 1574 bis 1773 war sie außerdem Kollegiumskirche des Collegium Germanicum et Hungaricum, das in dieser Zeit im angrenzenden Palazzo untergebracht war. Mit dem Einzug des Pontificio Seminario Romano Minore in den Palazzo 1824 war auch Sant′Apollinare diesem zugeordnet.
Seit 1990 ist Sant’Apollinare Universitätskirche der Päpstlichen Universität Santa Croce.
Nachdem die Kirche bereits 1517 bis 1587 Titelkirche gewesen war, übertrug Pius XI. 1929 das aufgehobene Kardinaldiakonat von S. Maria ad Martyres hierher. Papst Johannes Paul II. erhob sie 1984 zur Basilica minor.

## Architektur und Ausstattung
Papst Benedikt XIV. (reg. 1740–1758) ließ die frühmittelalterliche Kirche abtragen und durch einen Neubau im Stil des römischen Spätbarock ersetzen. Den Entwurf der Saalkirche mit sechs Seitenkapellen schuf Ferdinando Fuga.
In der Portalhalle, die die Sakramentskapelle der Kirche ist, befindet sich auf der Nordseite das verehrte Fresko La Madonna dell’Apollinare aus dem 15. Jahrhundert. Es zeigt die thronende Gottesmutter mit den hll. Aposteln Petrus und Paulus.
Im Fußboden des Langhauses sind Namen der Kardinäle und Bischöfe eingemeißelt, die am 16. November 1984, dem 100. Jahrestag der Bischofsweihe Pius’ X., in Sant’Apollinare versammelt waren.

## Inhaber des Kardinaltitels
- Liste der Kardinalpriester und Kardinaldiakone von Sant’Apollinare alle Terme Neroniane-Alessandrine